# Najib Mikhael Moussa
Mons. Najib Mikhael Moussa, O.P. (* 9. září 1955 Mosul) je irácký duchovní Chaldejské katolické církve, dominikán a archieparcha Mosulu-Akry.

## Život
Narodil se v 9. září 1955 v Mosulu.
Studoval školu zaměřenou na ropný průmysl.
Vstoupil do Řádu bratří kazatelů a svůj noviciát zahájil ve francouzském Štrasburku. Dne 4. prosince 1981 složil své věčné řeholní sliby. Po studiích teologie a filozofie byl 16. května 1987 vysvěcen biskupem oranským Pierrem Claverie na kněze. Získal také titul z pastorální teologie a komunikace.
Dne 1. ledna 1988 se stal archivářem dominikánského konventu v Mosulu. Dne 9. září 1990 byl jmenován ředitelem digitálního centra Mosulských východních rukopisů.
Roku 2007 byl kvůli pronásledování křesťanů uprchlíkem v Karakoši.
Když Islámský stát v noci z 6. na 7. srpna 2014 dorazil do Mosulu, uprchl do Irbílu v iráckém Kurdistánu a vzal sebou asi 800 rukopisů pocházejících z 13. až 19. století. Tyto rukopisy digitalizoval a pomáhal křesťanským uprchlíkům na Ninivské pláni.
Synod biskupů jej zvolil arcibiskupem Mosulu. Dne 22. prosince 2018 tuto volbu schválil papež František. Biskupské svěcení proběhlo 18. ledna 2019. Hlavním světitelem byl patriarcha Louis Raphaël I. Sako, a spolusvětiteli arcibiskup Ramzi Garmou a biskup Bawai Soro.
Do 27. června 2020 byl patriarchálním administrátorem eparchie Amádíja a Zakú.